# عبد المجيد سيف النصر
عبد المجيد غيث سيف النصر عضو المجلس الوطني الانتقالي عن محافظة سبها كما أنّه رئيس اللجنة الأمنية العليا التي تتبع المجلس والمعنية بحماية العاصمة طرابلس.